# Deep Green Resistance
Deep Green Resistance (DGR) est une organisation écologiste fondée par Derrick Jensen, Lierre Keith et Aric McBay en 2011 et prônant des formes d'actions radicales.

## Présupposés
Les buts de cette organisation sont la restauration des écosystèmes et le démantèlement de la civilisation industrielle.
En ce sens, DGR se différencie et émet une vive critique des organisations écologistes traditionnelles,. Pour DGR, les organisations écologiques traditionnelles font usage de stratégies qui ne sont pas suffisantes pour mettre fin à la destruction globalisée des écosystèmes,.

## Modes d'action
La perspective Deep Green soutient que la culture dominante, un terme qui englobe toutes les cultures de la civilisation mondialisée, ne subira pas de transformation volontaire vers des modes de vie durable. Cela inclut le rejet d'un éventuel succès d'un changement lent et progressif vers la durabilité. Les membres du mouvement Deep Green croient que la civilisation industrielle s'effondrera inévitablement. Cette idée repose sur des exemples historiques de l'effondrement de grandes civilisations telles que Rome ou la civilisation maya, ainsi que sur des statistiques relatives à la non-durabilité du système actuel. DGR affirme que les êtres humains doivent agir de manière décisive avant l'effondrement afin de garantir une Terre qui reste habitable pour tous les organismes et agir pour construire une société structurée de manière plus durable après l'effondrement. Deep Green Resistance soutient un mouvement de résistance actif dans le but d'accélérer l'effondrement de la civilisation industrielle.
Dans la théorie Deep Green, les changements de mode de vie ou personnels ne sont pas considérés comme des méthodes suffisantes pour créer un changement significatif. Le mouvement environnemental traditionnel est perçu comme étant distrait par son accent mis sur les changements de style de vie individuels et les solutions technologiques au lieu de se confronter aux systèmes de pouvoir et de demander des comptes aux individus, aux industries et aux institutions. Les fondateurs du mouvement Deep Green estiment que les solutions technologiques, aussi bien intentionnées soient-elles, ne sont pas satisfaisantes et pourraient même conduire à une destruction écologique accélérée. Les partisans de la résistance encouragent les stratégies comportant des tactiques allant de la violence (non pas sur des personnes mais sur du matériel avec la pose d'engins explosifs) à la non violence. La stratégie décrite par Jensen, McBay et Keith est principalement axée sur le sabotage d’infrastructures, tel que la destruction de voitures ou le démantèlement d’un barrage.
Ce mouvement et l'auteur du livre Comment la non-violence protège l'État, Peter Gelderloos, ont été critiqués par Vincent Cheynet dans la revue La Décroissance pour leur discours prônant l'utilisation de la force dans les mouvements sociaux.
Certains militants font l'objet de surveillance et d'arrestations de la part du FBI aux Etats-Unis. En France aucun élément ne permet d'affirmer que les militants de DGR fassent l'objet d'une surveillance.

## Critiques

### Transphobie
DGR se décrit comme une organisation féministe radicale et a souvent été décrite comme transphobe ou TERF,,. L'organisation a décrit les traitements hormonaux pour jeunes personnes transgenres comme de l'eugénisme et exclut les femmes transgenres des espaces féminins, et Keith a comparé la transition de genre à de la mutilation. En 2019, Jensen, Keith, et l'activiste de DGR Max Wilbert ont publié un article sur le site Feminist Current proclamant que « Levez les mains, tous ceux qui avaient prédit que quand Big Brother arriverait, ce serait vêtu d'une robe, trainant devant un tribunal des droits de l'Homme quiconque refuse de lui épiler ses féminines couilles, et hurlant « Appelez-moi m'dame ! » » Keith a fait le lien entre les visions du groupe sur les transidentités et sur l'environnement, en affirmant que les femmes trans « veulent violer les limites basiques des femmes », ce qu'elle comparait avec « violer les limites des forêts, des rivières et des prairies ».
L'auteur anarchiste Peter Gelderloos, dont le livre Comment la non violence protège l’état : Essai sur l’inefficacité des mouvements sociaux avait été traduit par Nicolas Casaux, un membre de la branche française de Deep Green Resistance, s'est fendu d'un communiqué sur le site militant Rebellyon où il fustige la transphobie de ce dernier, dont il venait alors d'être informé, disant notamment que les personnes trans ont été parties prenantes dans tous les mouvements et combats sociaux y compris dans le combat contre la destruction de la planète et reprochant à Casaux d'adhérer aux visions essentialistes de la nature et des corps, concepts qui furent notamment défendus par les nazis. 

### Ouvrages collectifs
Outre la littérature anglo-saxonne, davantage étoffée, sont parus en langue française plusieurs ouvrages proches de la théorie de DGR[Selon qui ?], tous aux éditions Libre : 
- Vandana Shiva, Derrick Jensen, Stephanie McMillan, Lierre Keith et Aric McBay, Murray Bookchin, Chris Hedges, Armand Farrachi, Josh Headley (textes et discours de). Écologie en résistance : Stratégies pour une Terre en péril  :
  - Volume 1, 2018  (ISBN 978-2-9556-7828-2).
  - Volume 2, 2018.
- Derrick Jensen, Lierre Keith et Aric McBay. Deep Green Resistance : Un mouvement pour sauver la planète :
  - Tome 1, 2018  (ISBN 9782490403035).
  - Tome 2, 2019.
- Collectif, Earth First! Manuel d’action directe, 2019.

### Divers
- Derrick Jensen, Zoos : le cauchemar de la vie en captivité, 2017  (ISBN 9782955678251).
- Peter Gelderloos, Comment la non-violence protège l’État : essai sur l’inefficacité des mouvements sociaux, 2018.

### Fiction
- Daniel Quinn "Ishmael", Éditions Libre 2018.
- Daniel Quinn, Mon Ishmael, Éditions Libre 2018.